# Huciańskie Siodło
Huciańskie Siodło – położona na wysokości około 1290 m płytka przełęcz w północnej grani Siwego Zwornika w polskich Tatrach Zachodnich. Znajduje się pomiędzy Wierchem Spalenisko (1324 m) a Wierchem Kuca (1305 m), bliżej tego ostatniego. Stoki południowo-zachodnie opadają do Doliny Huciańskiej (odnoga Doliny Chochołowskiej), północno-wschodnie do Doliny Lejowej.
Rejon przełęczy porasta las, tylko na stokach opadających do Doliny Lejowej jest Polana Kuca. Przez przełęcz nie prowadzi żaden znakowany szlak turystyczny, na mapie zaznaczona jest jednak ścieżka wiodąca z Wierchu Kuca przez Huciańskie Siodło na Wierch Spaleniec.